# Jean-François Lesueur
Jean-François Lesueur (även Le Sueur), född den 15 februari 1760 i Drucat nära Abbeville, död den 6 oktober 1837 i Paris, var en fransk tonsättare och kapellmästare. Han var brorsons son till Eustache Lesueur.

## Biografi
Lesueur, som var elev av abbé Roze, blev efter vartannat kapellmästare vid katedralerna i Sées (1778), Dijon (1779), Le Mans (1782) och Tours (1783). Därefter blev han kapellmästare i Les Saints-Innocents i Paris från 1784 och i Notre-Dame de Paris 1786–1787, där han genomdrev engagerandet av en stor orkester. För denna skrev han ackompanjemang till sina mässor, bland annat en stor uvertyr till en sådan, vilken nyhet dock föranledde orkesterns reducering och Lesueurs avskedstagande, sedan han häftigt försvarat sina åtgärder i skrifterna Essai de musique sacrée ou musique motivée et méthodique (1787) och Exposé d'une musique une, imitative et particulière à chaque solennité (samma år). Efter några års tillbakadragenhet uppträdde han åter i Paris med flera operor och fick vid det nyupprättade konservatoriet en av inspektorsplatserna. Då Catels opera Sémiramis föredrogs vid Stora operan framför två av Lesueur insända började den senare en förbittrad fejd som urartade till ett angrepp på konservatoriet, vilket hade till följd hans entledigande 1802. År 1804 utnämndes han emellertid av Napoleon till hovkapellmästare och fick därefter sitt främsta sceniska verk, Ossian ou Les Bardes, uppfört. År 1813 blev han medlem av Institutet med mera samt 1814 efter restaurationen kunglig överkapellmästare och professor vid det åter öppnade konservatoriet. Bland hans lärjungar märks Hector Berlioz, Ambroise Thomas och Charles Gounod. Lesueur invaldes den 2 december 1818 som utländsk ledamot nr. 52 av Kungliga Musikaliska Akademien. En staty över honom restes 1852 i Abbeville.

## Verk

### Oratorier
- Ruth et Noëmi (1811)
- Ruth et Booz (1811)
- Debbora
- Rachel
- Oratorio de Noël (Juloratorium)
- Tre passionsoratorier
- Krönings oratorier

### Operor
- 1793 – La Caverne i tre akter uruppförd den 16 februari 1793 i Paris på Théâtre Feydeau. Libretto av Paul Dercy, efter Alain-René Lesages roman Gil Blas de Santillane.
- 1794 – Paul et Virginie ou Le Triomphe de la vertu i tre akter uruppförd den 13 januari 1794 i Paris på Théâtre Feydeau. Libretto av Alphonse du Congé Dubreuil, efter en roman av Jacques Henri Bernardin de Saint-Pierre.
- 1796 – Télémaque dans l'île de Calypso ou Le triomphe de la sagesse uruppförd den 11 maj 1796 i Paris, på Théâtre Feydeau. Libretto av Paul Dercy.
- 1804 – Ossian ou Les Bardes i fem akter uruppförd den 10 juli 1804 på operan i Paris. Libretto av Paul Dercy och Jacques-Marie Deschamps.
- 1807 – L'inauguration du temple de la victoire uruppförd den 2 januari 1807 på operan i Paris. Libretto av Pierre Baour-Lormian.
- 1807 – Le Triomphe de Trajan i tre akter uruppförd den 23 oktober 1807 på operan i Paris. Libretto av Joseph-Alphonse Esménard.
- 1809 – La Mort d'Adam et son apothéose i tre akter uruppförd den 21 mars 1809 på operan i Paris. Libretto av Nicolas-François Guillard efter Friedrich Gottlieb Klopstock.
- Ouppförd – Alexandre à Babylone i tre akter, komponerad 1814–1825. Libretto av Pierre Baour-Lormian.